# 2024 McLaughlin
2024 McLaughlin eller 1952 UR är en asteroid i huvudbältet, som upptäcktes 23 oktober 1952 av Indiana Asteroid Program vid Indiana University Bloomington med Goethe Link Observatory. Asteroiden har fått sitt namn efter Dean B. McLaughlin.
Asteroiden har en diameter på ungefär 7 kilometer och den tillhör asteroidgruppen Vesta.